# Zélia Ponsin
Adélaïde-Zélia Ponsin est une actrice française née le 12 mai 1843 à Paris, et morte le 8 septembre 1885 à Paris 8e,.

## Biographie
Élève au Conservatoire de Paris dans la classe de Jean-Baptiste Provost, elle fait ses débuts à la Comédie-Française le 24 août 1860 dans L’École des vieillards de Casimir Delavigne puis dans Le Jeu de l'amour et du hasard de Marivaux. Elle épouse le fils de son ancien professeur (et sociétaire), Henri Provost, employé de banque puis caissier au Théâtre-Français le 10 février 1870 à Paris, dont elle se sépare quelques années plus tard.
Nommée 290e sociétaire en 1866, elle doit abandonner la scène en 1880 pour des raisons de santé. Après un séjour dans le Midi puis à Alger, elle rentre à Paris où elle meurt le 8 septembre 1885.
Adélaïde-Zélia Provost-Ponsin repose au cimetière Jean Gautherin de Nevers (Nièvre), sous un obélisque orné, un masque de théâtre en pierre au fronton du sarcophage.
Par testament olographe en date du 20 juin 1884, Mme Provost-Ponsin a fondé un prix annuel de 435 francs, pouvant être accordé au moment des examens, et destiné à l'élève femme la plus méritante des classes de déclamation dramatique du conservatoire de Paris .

## Théâtre

### Carrière à la Comédie-Française
- Entrée en 1860
- Nommée 290e sociétaire en 1866
- Départ en 1880

(source : Base documentaire La Grange sur le site de la Comédie-Française)
Liste non exhaustive :
- 1860 : Phèdre de Jean Racine : Panope
- 1861 : Andromaque de Jean Racine : Cléone
- 1861 : Iphigénie de Jean Racine : Doris
- 1861 : Athalie de Jean Racine : Salomith
- 1861 : Bajazet de Jean Racine : Zaïre
- 1862 : Le Misanthrope de Molière : Célimène, puis Eliante
- 1862 : George Dandin de Molière : Angélique
- 1863 : Dom Juan ou le Festin de pierre de Molière : Mathurine
- 1863 : Iphigénie de Jean Racine : Iphigénie
- 1863 : Esther de Jean Racine : Elise
- 1864 : Phèdre de Jean Racine : Aricie
- 1864 : La Comtesse d'Escarbagnas de Molière : Julie
- 1864 : Britannicus de Jean Racine : Junie
- 1866 : Athalie de Jean Racine : Zacharie
- 1868 : Le Mariage de Figaro de Beaumarchais : Suzanne
- 1868 : La Revanche d'Iris de Paul Ferrier : Iris
- 1875 : La Grand maman d'Édouard Cadol : Mme Casthel
- 1875 : Le Philosophe sans le savoir de Michel-Jean Sedaine : la marquise
- 1878 : Les Fourchambault d'Émile Augier